# Andropogon ternatus
Andropogon ternatus är en gräsart som först beskrevs av Spreng., och fick sitt nu gällande namn av Christian Gottfried Daniel Nees von Esenbeck. Andropogon ternatus ingår i släktet Andropogon och familjen gräs. Inga underarter finns listade i Catalogue of Life.